# Eseň
Eseň (ukrajinsky Есень, maďarsky Eszeny, slovensky Eseň) je obec  v čopské městské komunitě, v okrese Užhorod v Zakarpatské oblasti Ukrajiny. V roce 2001 zde žilo 1677 obyvatel, z toho 1636 obyvatel maďarské národnosti.
Je zde stanice na hlavní železniční trati Lvov – Stryj – Čop.

## Historie
První písemná zmínka o obci pochází z roku 1248. V roce 1270 se obec jmenovala Ezen, v roce 1414 Kysezen. Po tatarském vpádu zde vznikla opevněná tvrz, která byla pravděpodobně po roce 1676 zničena. Do uzavření Trianonské smlouvy byla obec součástí Uherska, poté součástí Československa. Za první republiky zde byl obecní notariát, četnická stanice a poštovní úřad.  V důsledku první vídeňské arbitráže byla Eseň v letech 1938 až 1945 součástí Maďarského království. Od roku 1945 byla Eseň součástí Ukrajinské sovětské socialistické republiky, která byla součástí SSSR. Od roku 1991 je součástí nezávislé Ukrajiny. 